# Scott Staniforth
Scott Nicholas Gelling Staniforth (West Wyalong, 12 de diciembre de 1977) es un ex–jugador australiano de rugby que se desempeñaba como wing.

## Carrera
Un jugador polivalente ya que también podía jugar de centro y fullback, integró a los Australian Barbarians.
Fue la principal estrella y capitán del desaparecido Western Force pero se retiró luego de finalizar el Super Rugby 2010, a los 31 años y por consejo de su médico, debido a una lesión en el cuello.

## Selección nacional
Fue seleccionado a los Junior Wallabies en las categorías M-19 y M-21.
Fue convocado a los Wallabies por primera vez en octubre de 1999 para enfrentar a las Águilas, inició como titular y les marcó dos tries. Su retiro sucedió en septiembre de 2007 ante los Flyings Fijians y no marcó puntos.
En total jugó 8 años con el equipo nacional pero nunca logró regularidad; disputó 12 partidos (en su mayoría contra rivales débiles) y marcó 35 puntos, productos de siete tries.

### Participaciones en Copas del Mundo
Participó de dos Mundiales: en el de Gales 1999 donde fue llevado como suplente de Joe Roff y Ben Tune, debutó con su seleccionado y se consagró campeón del Mundo. En Francia 2007 donde fue suplente de Drew Mitchell, jugó dos partidos pero el equipo cayó eliminado ante el XV de la Rosa en los cuartos de final.
| Mundial                       | Sede    | Resultado        | PJ | Tries |
| ----------------------------- | ------- | ---------------- | -- | ----- |
| Copa Mundial de Rugby de 1999 | Gales   | Campeón          | 1  | 2     |
| Copa Mundial de Rugby de 2007 | Francia | Cuartos de final | 2  | 0     |